# Сергеенко, Пётр Алексеевич
Пётр Алексеевич Сергеенко, настоящая фамилия — Сергеенко-Кучеренко, (10 июня 1854, местечко Ивановка, Славяносербский уезд, Екатеринославская губерния — 7 июля 1930, Севастополь) — русский писатель и драматург, журналист, биограф Л. Н. Толстого.

## Биография
Родился 10 июня 1854 года в крестьянской семье. Девичья фамилия матери — Нижальская. Окончил таганрогскую мужскую гимназию. Прослушал курсы лекций в Киевском и Парижском университетах. В 1870-х годах Пётр Сергеенко начал публиковаться в юмористических изданиях, в 1880-х работал в одесских газетах как фельетонист и театральный критик.
В гимназии учился в одно время с А. П. Чеховым, но в разных классах, поэтому они почти не общались. Знакомство возобновилось в 1884 году в Москве, после чего между ними установились приятельские отношения и завязалась нечастая переписка. Сергеенко — автор первой рецензии на книгу Чехова «Сказки Мельпомены». В период 1884—1900 земляки встречались и гостили друг у друга. Сергеенко был посредником при продаже А. П. Чеховым своих произведений издателю А. Ф. Марксу.
В 1892 году Пётр Сергеенко познакомился с Л. Н. Толстым. Задумав написать о нем книгу, приехал в Ясную Поляну. Книга «Как живёт и работает граф Лев Николаевич Толстой» получила признание и была переведена на многие языки. Сергеенко сумел стать полезным и близким человеком в семье Толстых; он сопровождал писателя после его ухода из дома и находился рядом до самой кончины Толстого, а
в 1910—1912 годах собирал, редактировал и издавал его письма. Принимал участие в организации музея Толстого в Севастополе.
Сергеенко — автор ряда статей, пьес, романов, а также воспоминаний об А. П. Чехове. В Литературном музее Чехова находятся книги Сергеенко с автографами, подаренные писателю-земляку. Помимо литературы Пётр Алексеевич Сергеенко увлекался живописью, один из этюдов подарен им Чехову и хранится в ялтинском доме-музее.
Жена - Мария Михайловна.
У П.А. Сергеенко была большая семья - 9 детей: трое мальчиков и шестеро девочек.
Сын — Алексей Петрович Сергеенко (1886—1961), литературовед и мемуарист. В 1906—1909 годах — литературный секретарь сначала В. Г. Черткова, а затем Л. Н. Толстого.
Сын — Лев Петрович Сергеенко (1896 – 1937), взявший псевдоним Русланов, актёр, режиссёр. Он был учеником Евгения Вахтангова (1919-1921), служил актёром, режиссёром, административным работником Вахтанговского театра, был одним из его создателей (1921-1937).
Сын — Михаил Петрович Сергеенко, довольно рано умер.
Дочь — Маргарита (12.9.1898).

## Псевдонимы П. А. Сергеенко
Бедный Иорик; Грей; Жак—Меланхолик; Иорик, Б.; Н. Г.; Непризнанный гений; Нижальский, П.; П. С.; Пуп; Пуп, Э.; Пуп, Эм.; Пуп, Эмиль; Пупардье; Сер.; Сер—ко, П.; Сергай П.; Старый журналист; Старый литератор; Сэр Гай; Фиалкин, Аркадий; Э. П.; Эмиль; Эмиль П.; Яго; Poupe, E.; Poupe, Em.; Sir Cay.